# Phaedrotes rhaea
Phaedrotes rhaea är en fjärilsart som beskrevs av Jean Baptiste Boisduval 1869. Phaedrotes rhaea ingår i släktet Phaedrotes och familjen juvelvingar. Inga underarter finns listade i Catalogue of Life.